# Trinodes insulanus
Trinodes insulanus is een keversoort uit de familie spektorren (Dermestidae). De wetenschappelijke naam van de soort werd in 1988 gepubliceerd door Zhantiev.